# Candido Isaurico
Candido Isaurico (in greco antico: Κάνδιδος Ἴσαυρος?; fl. 500 circa) è stato uno storico bizantino originario dell'Isauria.

## Biografia
Visse sotto l'imperatore Anastasio I, e ricoprì un ruolo pubblico di alto livello nel suo paese natìo. Sostenne la posizione del Concilio di Calcedonia nella disputa con il monofisismo.
La sua storia, in tre libri, è andata perduta. Iniziava con l'elezione dell'imperatore Leone I e terminava con la morte di Zenone e quindi copriva l'intervallo 457-491. Frammenti sono conservati nell'opera di Fozio e nella Suda (s.v. "χειρίζω").